# 凡尔登
凡尔登（法語：Verdun，法語發音：[vɛʁdœ̃] ⓘ），法国东北部城市，大东部大区默兹省的一个市镇，同时也是该省的一个副省会，下辖凡尔登区，其市镇面积为31.03平方公里，2022年1月1日时人口数量为16610人，是默兹省人口最多的市镇，超过了省会巴勒迪克，在法国城市中排名第539位。
凡尔登位于默兹省中部，其所在的默兹河谷因地形险要，历代被看作重要的战略通道。凡尔登因多场重大历史事件而闻名：公元843年签订的《凡尔登条约》将法兰克王国一分为三，由此诞生了现代德、法、意三国的政治文化雏形；1792年，帝国军队在凡尔登与法国改革派发生发生战役，成为第一次反法同盟系列战争的开端；1916年，凡尔登战役成为第一次世界大战当中破坏力最强、伤亡人数最多的战役之一，凡尔登及周边地区受到严重破坏，为纪念该战役而建的世界和平博物馆于1994年开馆。

## 地名来源
“凡尔登”一名来源于其拉丁语名称，其中意为“丘陵”，意为“突出来的”。

## 历史

《凡尔登条约》签订后的西欧版图

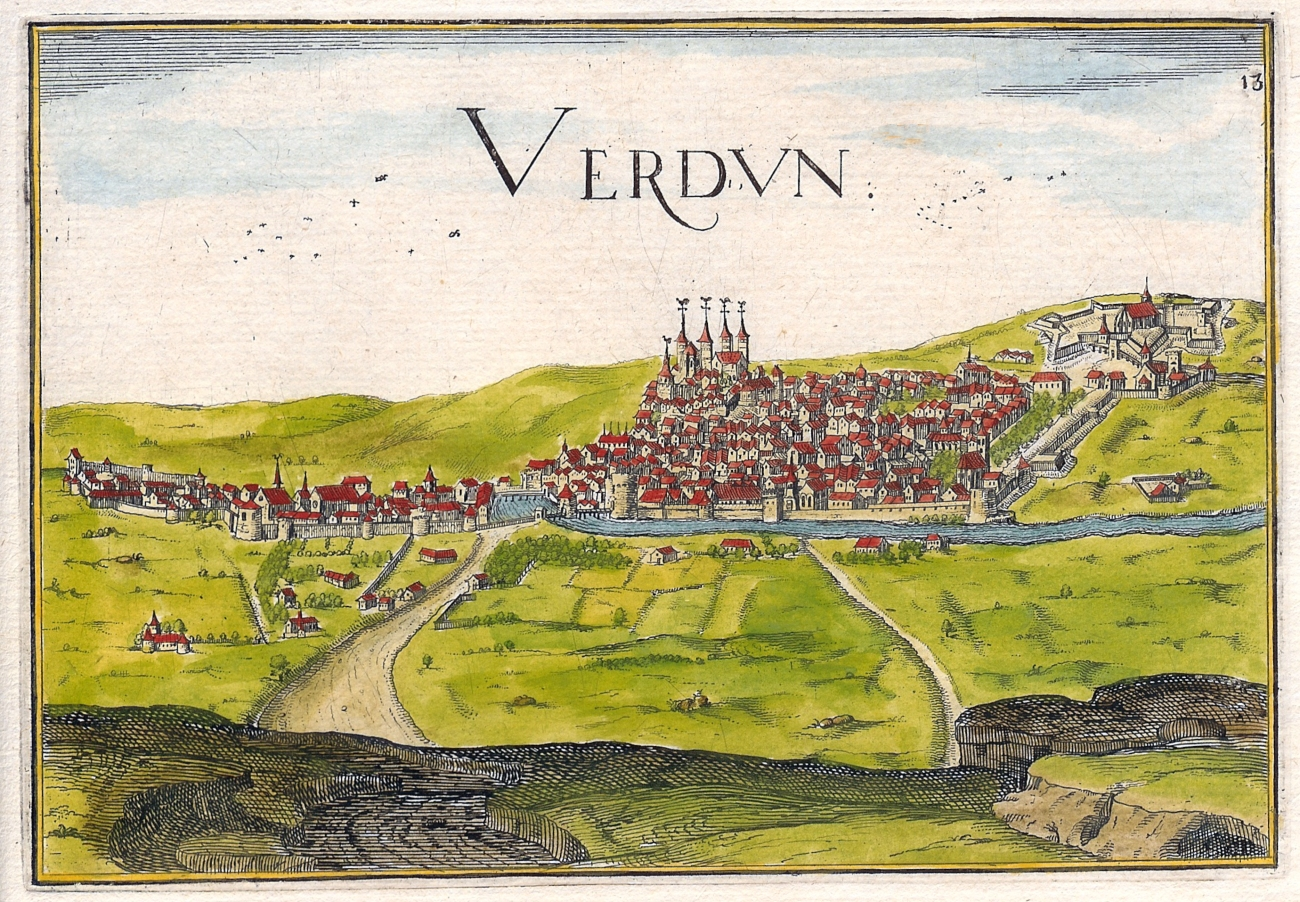
1638年的凡尔登

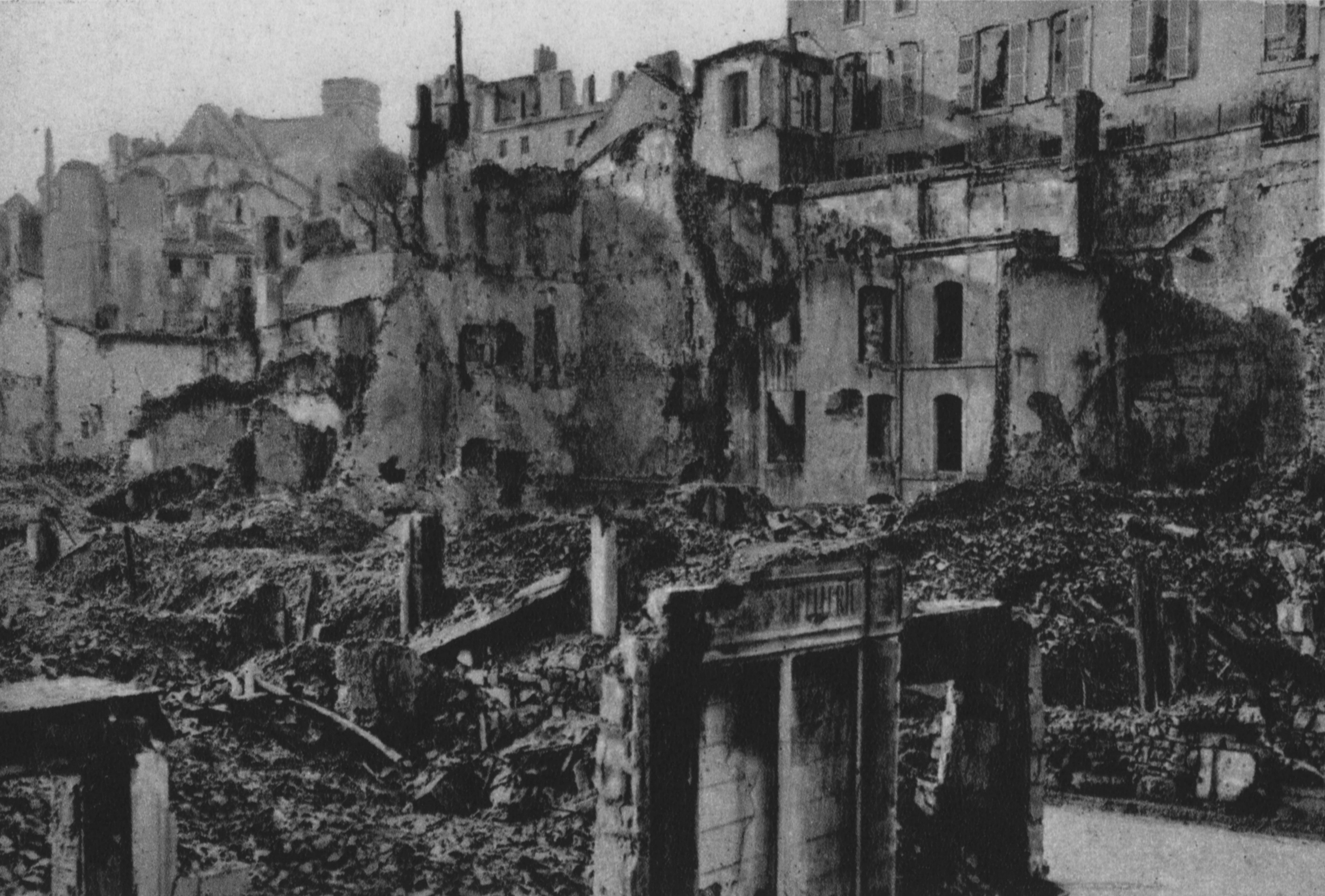
凡尔登战役中被破坏的建筑

凡尔登历史悠久，早在青铜器时期就已出现人类活动。公元4世纪时，莫城的桑坦被加冕为首任凡尔登主教，公元6世纪后，凡尔登成为法兰克王国的土地。

### 中世纪
公元840年，法兰克国王虔诚者路易逝世，他的三个儿子就领土继承问题产生争执并引发内乱，843年，三个在凡尔登签订条约，法兰克王国被一分为三，其中凡尔登所在的默兹河成为了西法兰克王国和中法兰克王国的分界线，《凡尔登条约》的签订也意味着加洛林王朝的灭亡，现代德、法、意三国的文化独立性由此开始出现。
公元925年，随着伟人布鲁诺的逝世，包括凡尔登在内的洛塔林吉亚被并入神圣罗马帝国。997年，凡尔登被设立为同名教省的首府，其间，当地的主教与贵族曾多次就权力问题矛盾，并引发多次屠杀。1374年，凡尔登获得帝国自由城市头衔并获得短暂的发展，但在14世纪末的天主教會大分裂中，凡尔登再次发生严重的血腥镇压。1552年，亨利二世收复了洛林的大部分区域，但包括凡尔登在内的三主教省则继续被掌控于神圣罗马帝国，直至1648年《威斯特伐利亚和约》，凡尔登才完全归属法兰西王国。

### 近代
法国大革命期间，帝国保皇派宣战法国改革派，普鲁士军队于1792年在凡尔登与共和国军队发生战役，成为第一次反法同盟系列战争的开端。普法战争期间，凡尔登曾再次被普鲁士军队占领。此后，凡尔登修建了大型防御工事。

### 第一次世界大战
第一次世界大战期间，法国东北部地区为主要的战场。1916年发生的凡尔登战役是第一次世界大战中破坏性最大，时间最长的战役，死伤人数近百万，被称为“凡尔登绞肉机”（saigner à blanc）。战后重建恢复工作持续到了1929年。

### 现代
二战后，北大西洋公约组织的美军基地驻扎于凡尔登，直至1966年才撤离。1994年，世界和平博物馆在凡尔登建成并向公众开放。

## 地理

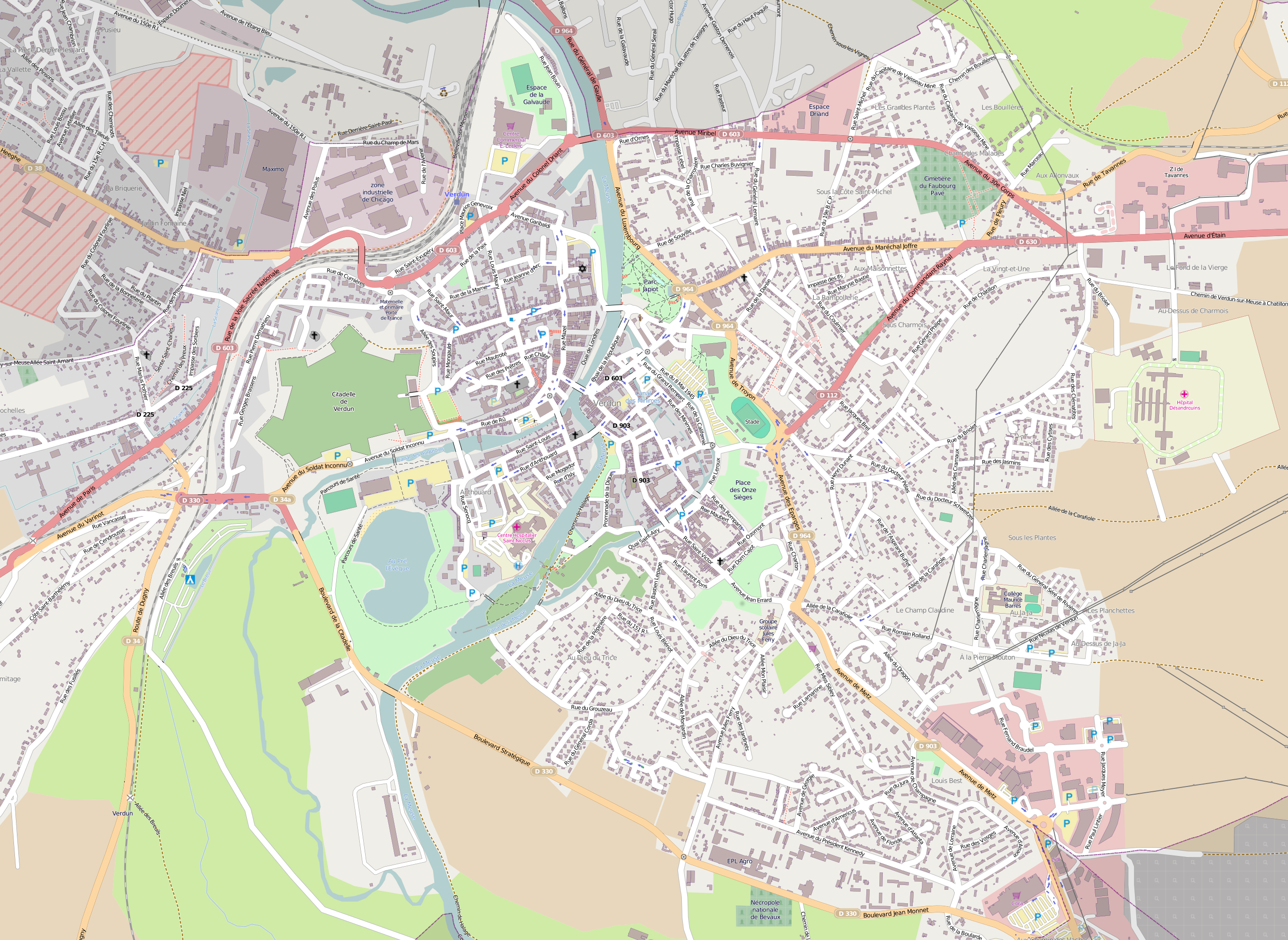
凡尔登市区地图

凡尔登位于法国东北部，大东部大区中西部和默兹省中部，距离省会巴勒迪克大约52公里。与凡尔登接壤的市镇包括：默兹河畔贝尔维尔、贝勒赖、凡尔登地区贝尔吕、埃镇、弗勒里德旺杜欧蒙、弗罗姆雷维尔-莱瓦隆、欧丹维尔、朗德勒库尔-朗皮尔、穆兰维尔、尼克塞维尔-布莱尔库尔、锡夫里拉佩尔什、默兹河畔蒂耶维尔。

### 地形
凡尔登位于默兹河谷之中，东侧为洛林高原，西侧为阿戈讷山脉，市区内地势相对平坦，周边则多为浅丘或坡地，全境海拔在194到330米之间。

### 水文
默兹河干流自南向北河流经境内，在凡尔登附近呈辫状水系，分有多条水道，其中主干在工业革命期间完成了渠化改造。默兹河左岸支流斯康斯河流经市区西部，水量极小，部分河段被人工建筑物覆盖。

### 气候
凡尔登在柯本气候分类法中属于温带海洋性气候，年降水量分布均匀，偶尔受内陆气流影响而出现极端天气。
凡尔登境内设有气象站，以下为该气象站的数据（其中日照数据取自梅斯气象站）：
| 凡尔登1981年－2019年 | 凡尔登1981年－2019年 | 凡尔登1981年－2019年 | 凡尔登1981年－2019年 | 凡尔登1981年－2019年 | 凡尔登1981年－2019年 | 凡尔登1981年－2019年 | 凡尔登1981年－2019年 | 凡尔登1981年－2019年 | 凡尔登1981年－2019年 | 凡尔登1981年－2019年 | 凡尔登1981年－2019年 | 凡尔登1981年－2019年 | 凡尔登1981年－2019年 |
| 月份                 | 1月                  | 2月                  | 3月                  | 4月                  | 5月                  | 6月                  | 7月                  | 8月                  | 9月                  | 10月                 | 11月                 | 12月                 | 全年                 |
| -------------------- | -------------------- | -------------------- | -------------------- | -------------------- | -------------------- | -------------------- | -------------------- | -------------------- | -------------------- | -------------------- | -------------------- | -------------------- | -------------------- |
| 历史最高温 °C（°F）  | 15 (59)              | 18 (64)              | 24.5 (76.1)          | 29 (84)              | 32.5 (90.5)          | 36 (97)              | 37.5 (99.5)          | 40.5 (104.9)         | 32.5 (90.5)          | 27 (81)              | 22.5 (72.5)          | 17 (63)              | 40.5 (104.9)         |
| 平均高温 °C（°F）    | 5.3 (41.5)           | 7.6 (45.7)           | 11.4 (52.5)          | 16.3 (61.3)          | 20.3 (68.5)          | 24.2 (75.6)          | 25.7 (78.3)          | 24.9 (76.8)          | 20.9 (69.6)          | 15.8 (60.4)          | 9.8 (49.6)           | 5.6 (42.1)           | 15.7 (60.3)          |
| 日均气温 °C（°F）    | 2.3 (36.1)           | 3.9 (39.0)           | 6.6 (43.9)           | 10.2 (50.4)          | 14.3 (57.7)          | 17.7 (63.9)          | 19.3 (66.7)          | 18.8 (65.8)          | 15.2 (59.4)          | 11.3 (52.3)          | 6.6 (43.9)           | 2.9 (37.2)           | 10.8 (51.4)          |
| 平均低温 °C（°F）    | −0.7 (30.7)          | 0.2 (32.4)           | 1.7 (35.1)           | 4.1 (39.4)           | 8.3 (46.9)           | 11.2 (52.2)          | 13 (55)              | 12.7 (54.9)          | 9.5 (49.1)           | 6.8 (44.2)           | 3.3 (37.9)           | 0.2 (32.4)           | 5.9 (42.6)           |
| 历史最低温 °C（°F）  | −14.5 (5.9)          | −15 (5)              | −14 (7)              | −7.5 (18.5)          | −1.5 (29.3)          | 2 (36)               | 4 (39)               | 4 (39)               | 0 (32)               | −5 (23)              | −9 (16)              | −17.5 (0.5)          | −17.5 (0.5)          |
| 平均降水量 mm（）    | 82 (3.2)             | 84 (3.3)             | 82.2 (3.24)          | 54.7 (2.15)          | 73.9 (2.91)          | 56.4 (2.22)          | 77.9 (3.07)          | 82.3 (3.24)          | 63.3 (2.49)          | 70.6 (2.78)          | 78.5 (3.09)          | 99.3 (3.91)          | 905.1 (35.63)        |
| 月均日照時數         | 46.1                 | 73.3                 | 119.8                | 169.8                | 173.3                | 211.7                | 200.1                | 186.9                | 149                  | 104.6                | 46.5                 | 39.4                 | 1,520.5              |
| 来源：infoclimat.fr  |                      |                      |                      |                      |                      |                      |                      |                      |                      |                      |                      |                      |                      |

## 行政区划
凡尔登是法国大东部大区默兹省的一个市镇，编号为55545，它也是默兹省的一个副省会。凡尔登下辖凡尔登区，管理凡尔登第一县和第二县，同时也是大凡尔登城市圈公共社区的办公驻地。
法国国家统计与经济研究所（简称）在进行数据统计时，将凡尔登及相邻的另外2个市镇（默兹河畔贝尔维尔、默兹河畔蒂耶维尔）设为凡尔登城市核心区，并将包括核心区在内的周边共64个市镇划为凡尔登城市区。同时，还将凡尔登市镇分为了8个“块区”（IRIS），以便于统计人口分布情况。

## 交通

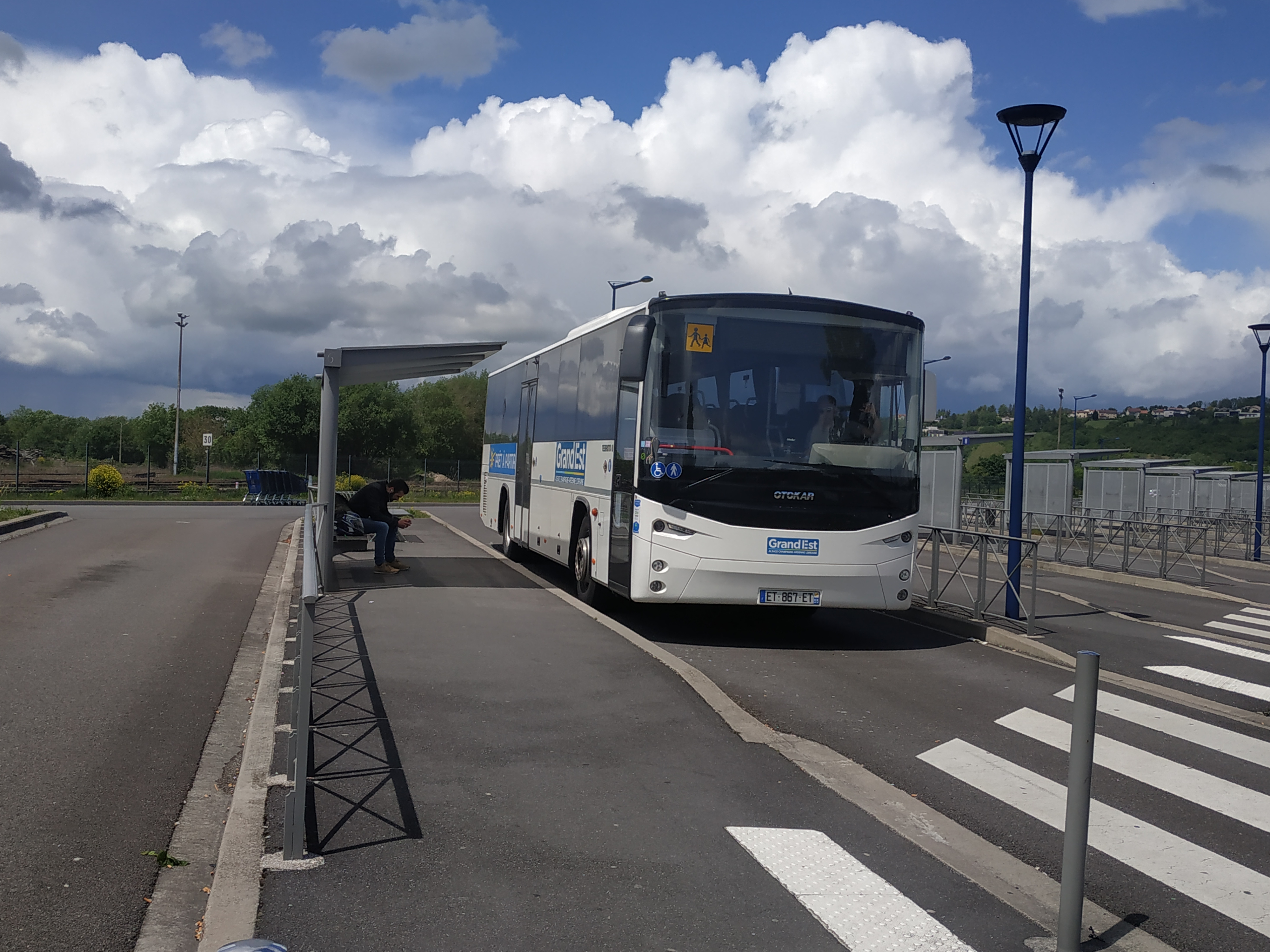
途径凡尔登的一辆城际巴士

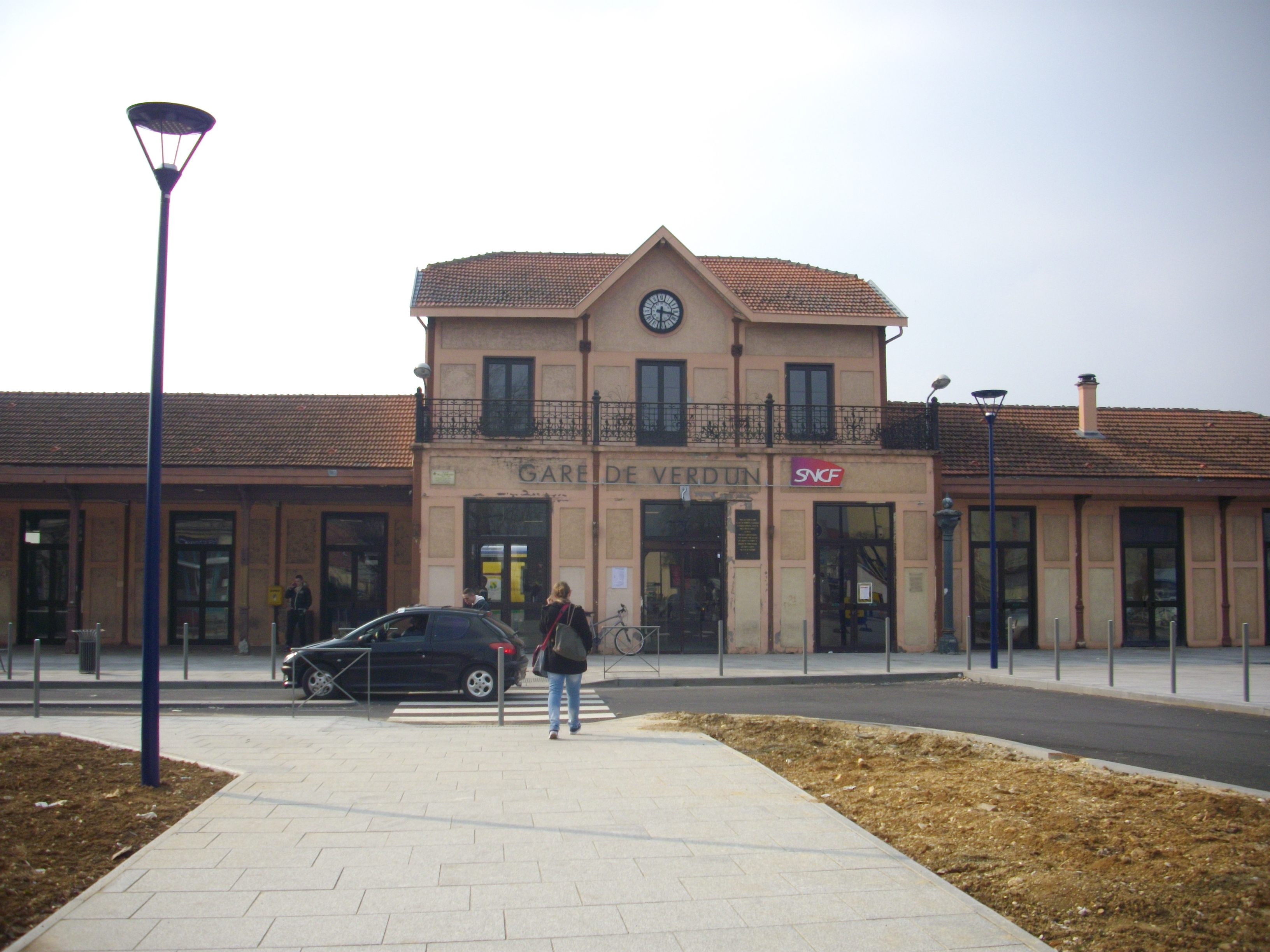
凡尔登火车站

### 公路
法国A4高速公路经过凡尔登境内南部，通过31号出入口与市区连接。此外多条默兹省省道在凡尔登境内交汇，包括连接省会巴勒迪克的“圣道”D1916线（voie sacrée）。
大东部大区公共交通开行往返于香槟沙隆和凡尔登的客运线路，此外还有多条城际巴士线路连接凡尔登，可前往巴勒迪克、斯特奈、科梅尔西、默兹TGV站等地。
2015年，67%的凡尔登家庭拥有至少一辆的私人汽车。2016年，凡尔登境内共发生各类交通事故15起，造成1人遇难，21人受伤。

### 铁路
凡尔登站位于市区西部，是圣伊莱尔－阿贡当日铁路线上的一个车站，该铁路凡尔登以西的路段已于2013年底停止客运服务，以东的路段则以货运为主。凡尔登站每天开行数班前往梅斯的区域列车，周日及节假日则增开前往南锡的列车。
法国高速铁路东线经过凡尔登南部，默兹TGV站位于凡尔登市区以南约20公里处，该站每天停靠前往巴黎、斯特拉斯堡、波尔多、普瓦捷等地的高速列车，并开行连接凡尔登市区的摆渡车。

### 航空
距离凡尔登最近的民用航空机场为梅斯-南锡洛林机场，车程约1小时20分钟，该机场开行前往法国南部主要城市及地中海西部沿岸各地的航线。

### 城市公共交通
凡尔登城市公共交通（商业名称为）是凡尔登城市核心区内的城市公交系统，截至2020年4月，该系统共包括了4条公交线路，路网覆盖了境内的主要街区。

## 政治

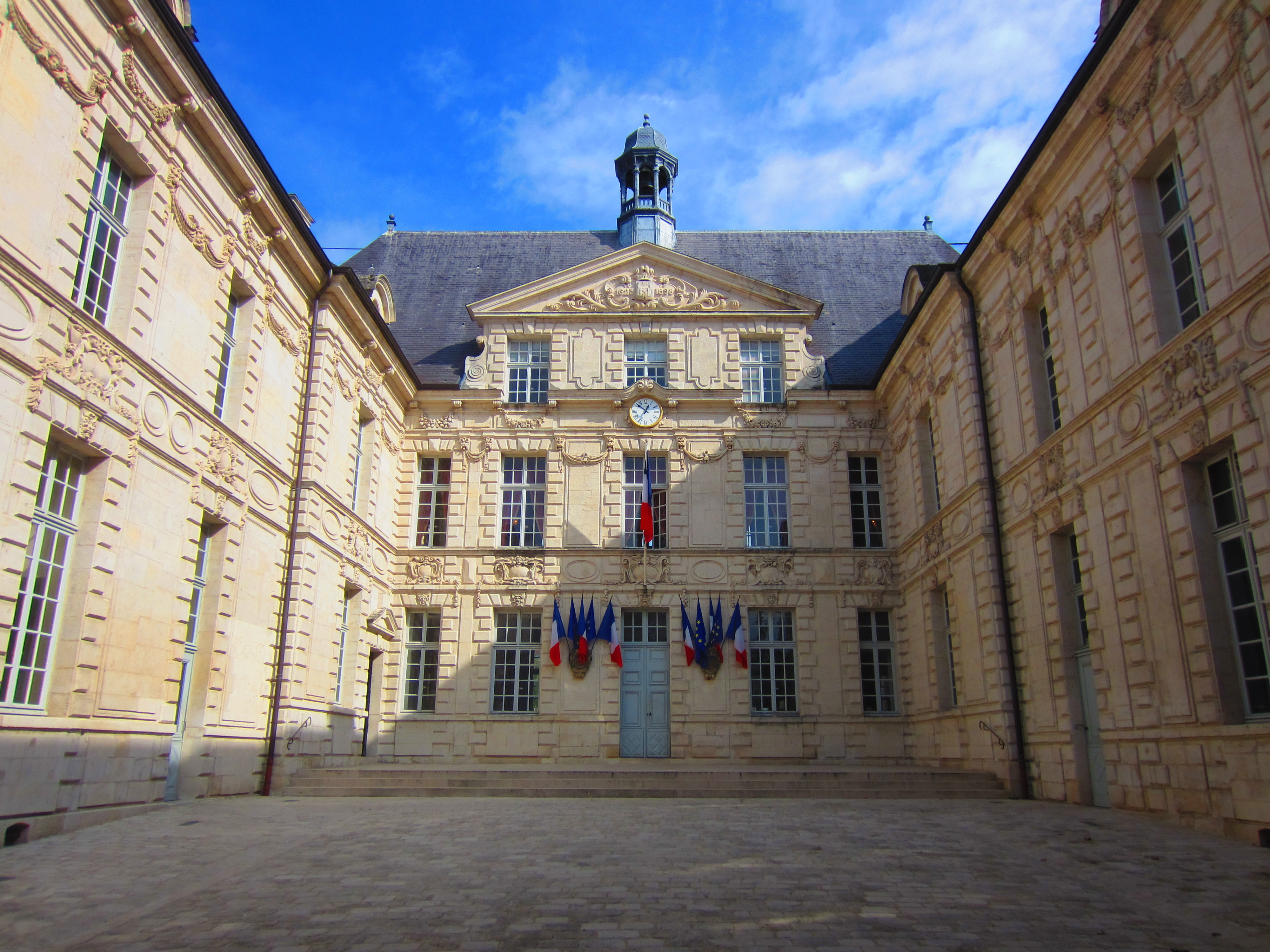
凡尔登市政厅

凡尔登的现任市长为萨米埃尔·阿扎尔（Samuel Hazard）先生，他是社会党的一名成员，在2014年的市政选举中获得了49.42%的支持率。
在2017年的法国总统大选中，法国第25任总统埃马纽埃尔·马克龙在凡尔登获得了61.47%的支持率。
| 凡尔登历届市长      |                 |                                    |
| 任期                | 市长            | 党派                               |
| 1944年－1947年      | 加斯通·蒂埃博   | 不详                               |
| 1947年（4月－10月） | 保罗·德穆宗     | 不详                               |
| 1947年－1953年      | 伊波利特·特弗农 | 不详                               |
| 1953年－1965年      | 弗朗索瓦·施莱特 | CNIP全国独立人士与农民中心         |
| 1965年－1977年      | 安德烈·博吉特   | FNRI共和独立人士民族联盟           |
| 1977年－1983年      | 勒内·韦涅龙     | PS社会党                           |
| 1983年－1989年      | 雅克·巴拉-迪蓬  | UDF法国民主联盟                    |
| 1989年－1995年      | 让-路易·迪蒙    | PS社会党                           |
| 1995年－2014年      | 阿塞纳·吕克斯   | RPF法国人民联盟 →DVD右翼无党派人士 |
| 2014年－            | 萨米埃尔·阿扎尔 | PS社会党                           |

## 人口
2017年，凡尔登市镇人口数量为17,475，在法国排名第539位。其中男性8,333人，女性9,580人，75岁及以上人口占9.7%，外籍人口数量为833人，人口密度为563人/平方公里，当地居民被称为（男性）或（女性）。2018年，凡尔登境内出生166人，死亡人口206人。
| 年份   | 1936   | 1946   | 1954   | 1962   | 1968   | 1975   | 1982   | 1990   | 1999   | 2006   | 2011   | 2016   | 2017   |
| ------ | ------ | ------ | ------ | ------ | ------ | ------ | ------ | ------ | ------ | ------ | ------ | ------ | ------ |
| 人口數 | 19,460 | 14,609 | 18,831 | 21,982 | 22,013 | 23,621 | 21,516 | 20,753 | 19,624 | 19,374 | 18,291 | 17,913 | 17,475 |

## 经济
凡尔登是一个区域性的中心城市，因人口密度较低，工业及服务业相关部门在当地分布较少，旅游业是当地的主要经济支柱。

## 财政
2018年，凡尔登的财政收入总额为9,176,250欧元，财政支出总额为6,892,790欧元，当年的债务总额为6,190,640欧元。
2014年，凡尔登的人均收入总额为2,389欧元，其中高职人员为4,277欧元，普通职员为1,763欧元。
2016年，凡尔登境内的青壮年（15至64岁）失业率为21.4%，当地35.5%的家庭拥有纳税资格。

## 社会事务

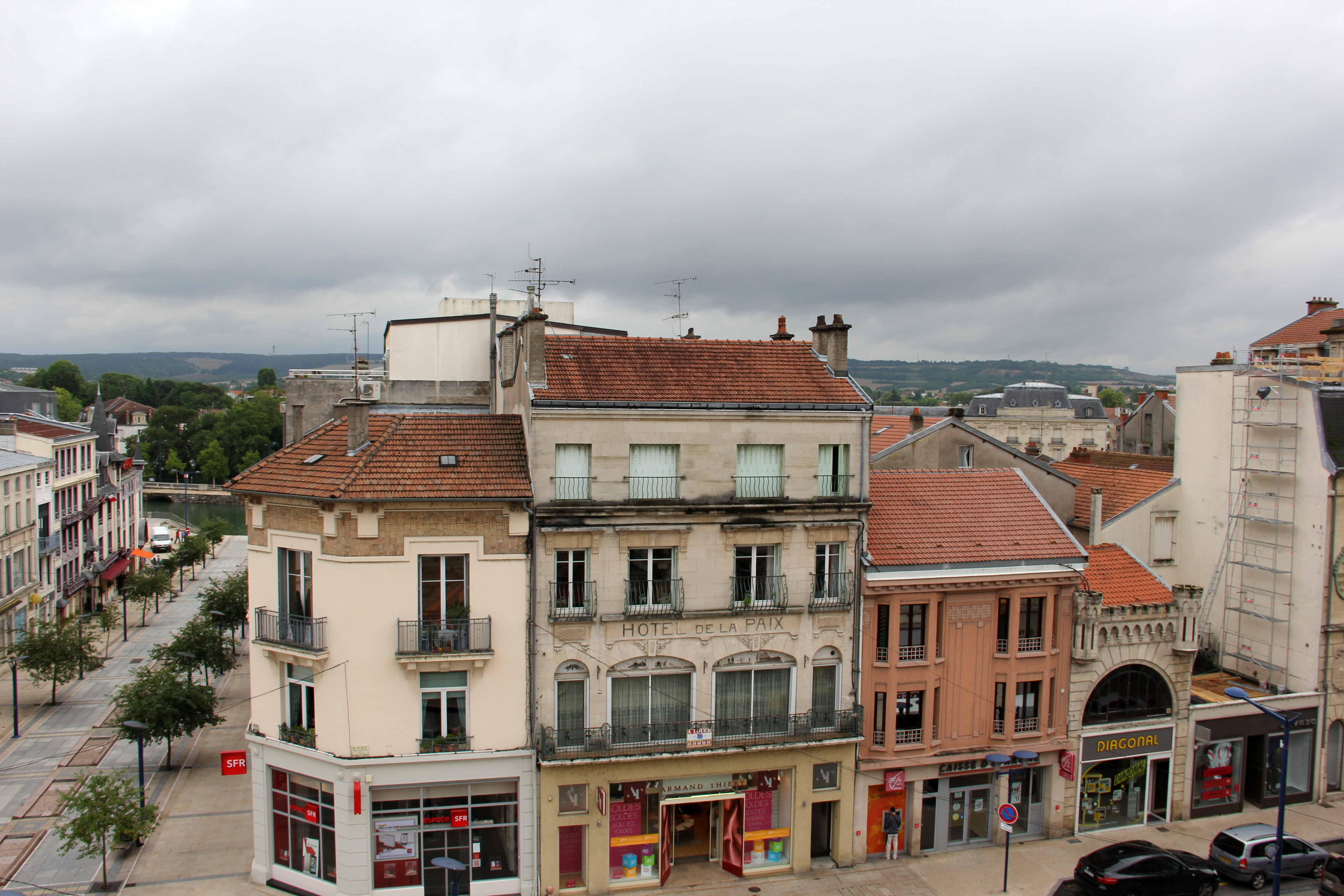
凡尔登中心城区

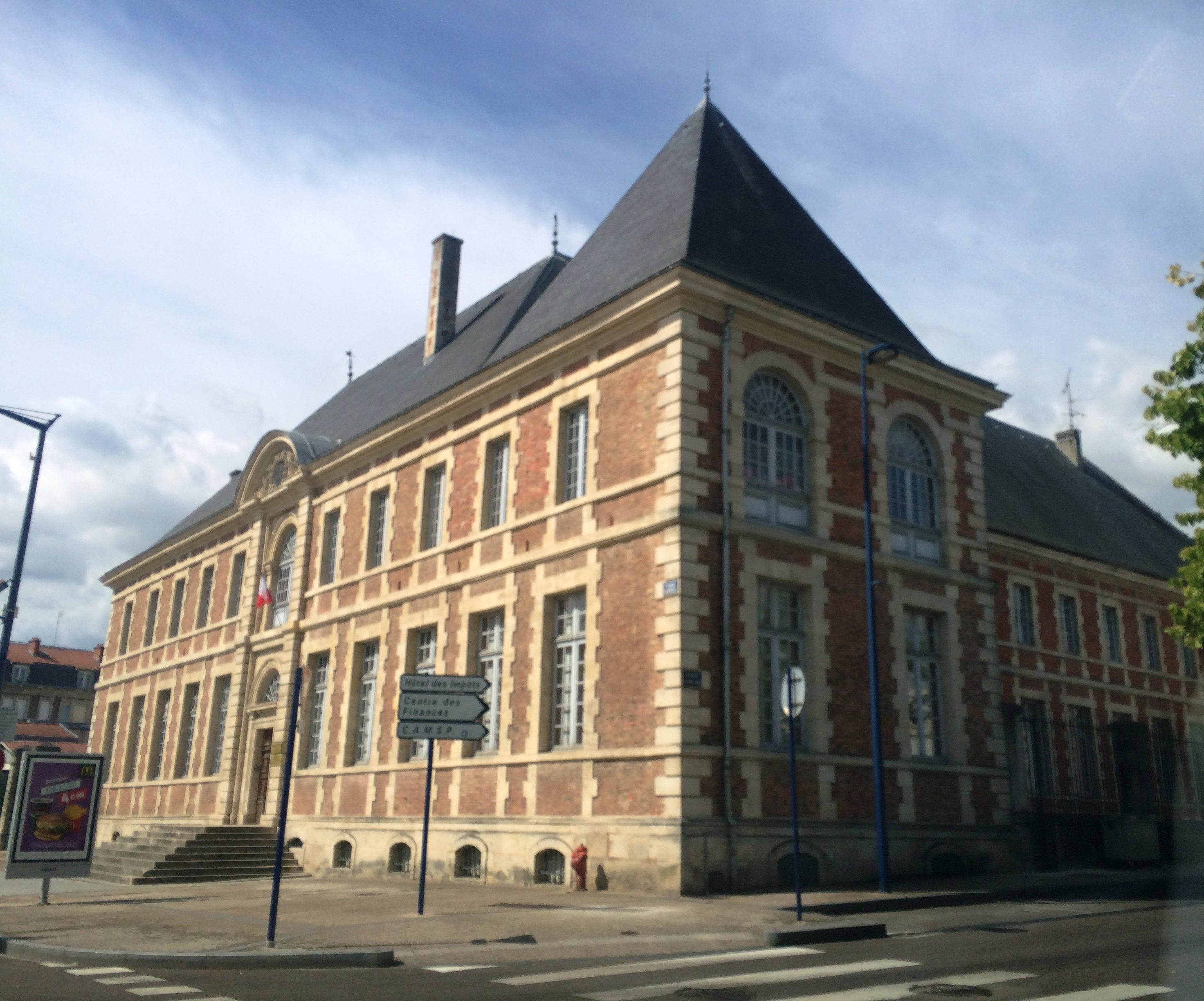
凡尔登法院

### 教育
凡尔登属于南锡-梅斯学区。截止2018年1月1日，凡尔登境内共有3所幼儿园、7所小学、4所初级中学、2所普通高中、1所农业高中和3所职业高中，其中部分高中开设高职班。2018至2019学年度，凡尔登境内共有中小学生3,171名。

### 医疗
截止2017年1月1日，凡尔登境内共有全科医生12名、保健师15名、牙医19名、护士26名、眼科医生2名、皮肤科医生2名、儿科医生2名和妇科医生1名。境内共有药房8家，养老院4家，残疾人帮扶中心5家。
凡尔登-圣米耶勒中心医院（Centre Hospitalier de Verdun Saint-Mihiel）是当地规模最大的公立综合性医院，在凡尔登市区内设有多个病区。

### 住房
2015年，凡尔登境内共有各类住房10,174套，其中88.8%为常住房屋。集中式居民区主要分布在市区东南部，规模较小。

### 商业
2017年，凡尔登境内共有各类商铺1,068家，其中餐饮服务类507家。市区东南部建有大型开放式商业街区。

### 体育
2017年，凡尔登境内共有1家游泳池、5间健身房、1座综合体育场、7处网球场、1处马术场、9处足球或橄榄球场以及2处篮球或排球场。

### 环境
凡尔登的环境事务由其所属的公共社区负责。2017年，凡尔登境内共有3家污染企业。

### 治安
2014年，凡尔登及附近地区共发生各类案件1,680起，其中盗窃类案件1,033起，经济类案件145起，毒品交易类案件118起。

## 文化

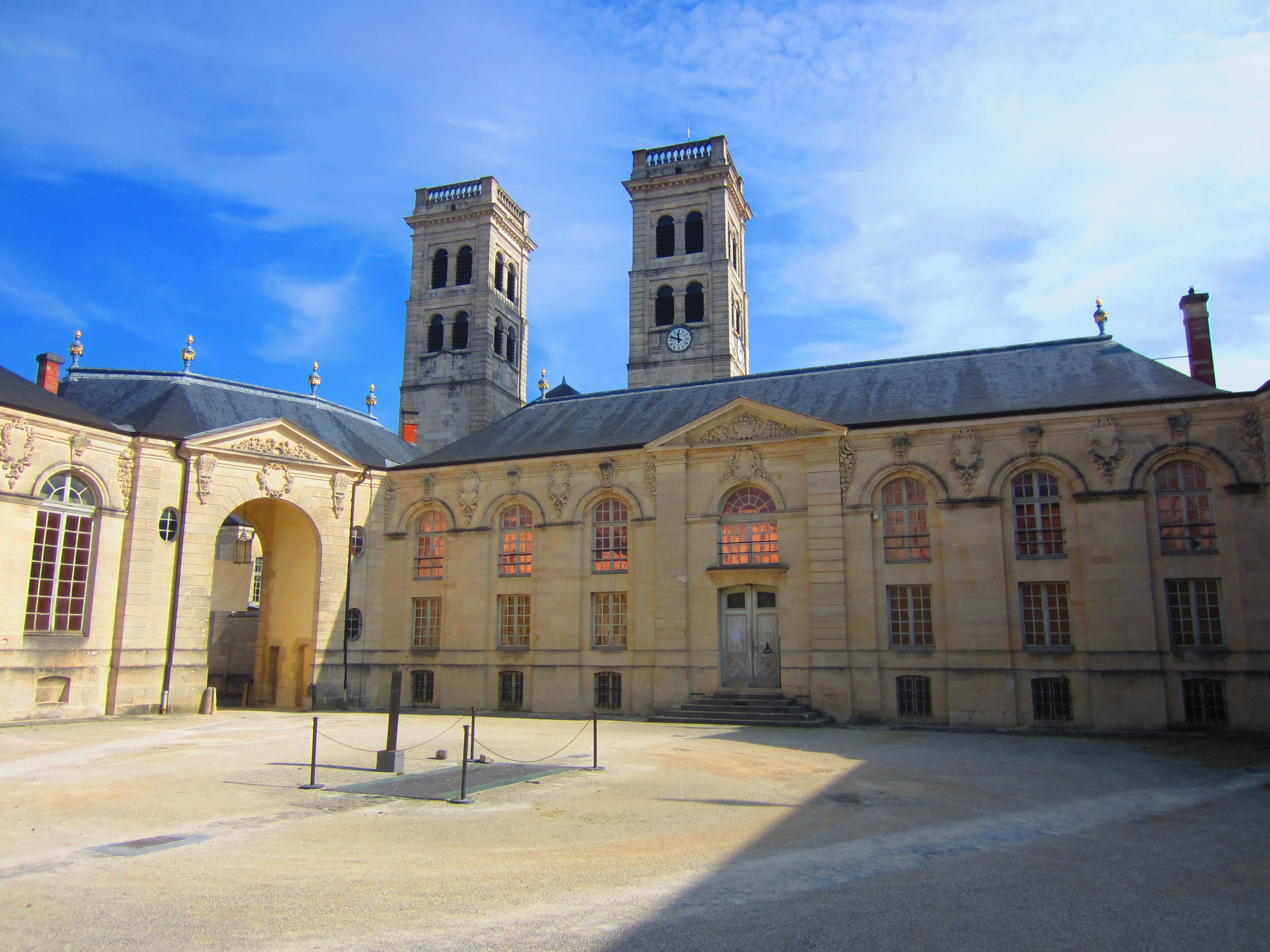
世界和平博物馆及后方的凡尔登主教座堂

2017年，凡尔登境内共有1个剧场、1个电影院和1个博物馆。

### 建筑
凡尔登境内的建筑有多处法国国家文物保护单位，其中绍塞城门和沙泰勒门为中世纪末所建的凡尔登防御工事的一部分，现为当地的代表性建筑物。世界和平博物馆开馆于1994年，是一个以凡尔登战役为主题的纪念馆，也是法国境内规模最大的与第一次世界大战相关的文化设施之一。

### 宗教
凡尔登历史上为重要的天主教行政中心，现为天主教凡尔登教区的首府，凡尔登圣母主教座堂为其主教座堂，后者最初建于公元10世纪，后屡次被破坏和重建，现为法国国家文物保护单位。

### 旅游
2018年，凡尔登境内共有11个宾馆共计377间房间，另有1个露营地，可容纳共160辆露营车。

### 媒体
法国主要的媒体均可在凡尔登接收，法国电视三台下属的大东部大区频道在部分时段播出凡尔登所属区域的地方新闻。

## 友好城市
因凡尔登的特殊历史地位，当地政府决定不缔交任何友好城市。